# オルトフェニルフェノールナトリウム
オルトフェニルフェノールナトリウム(Sodium orthophenyl phenol)は、殺菌剤として用いられる化合物である。2-フェニルフェノールのナトリウム塩である。
食品添加物として用いられ、E番号は、E232である。